# Preduzetništvo
Preduzetništvo je privredna aktivnost pojedinca ili više partnera da uz određeno ulaganje kapitala i preuzimanje rizika uđe u poslovni podhvat s ciljem stvaranja profita. To je način privrednog delovanja u kojem preduzetnik odlučuje šta, kako i za koga da stvori na tržištu ulazeći u preduzetnički podhvat na svoj trošak i rizik sa ciljem sticanja profita.
Preduzetništvo je osnova razvoja boljeg društva i podrazumeva podjednako društveno i privatno preduzetništvo. Preduzetništvo zahteva znanje, istraživanje, veštine i hrabrost.
Društveno preduzetništvo za razliku od privatnog preduzetništva nema za cilj uvećanje profita, već stvaranje društvenih vrednosti uključujući i pomaganje onim grupama u društvu koji su u riziku od društvene isključenosti. Škole, bolnice, internet, rasveta, mostovi, rezultati su društvenih preduzetnika. Vrednosti društvenog preduzetništva u potpunosti se razlikuju od vrednosti koje je sa sobom donelo neoliberalni period privrede. Preduzetničke aktivnosti društvene ekonomije temeljene na solidarnosti, poverenju i društvenoj pravdi ključne su za ovu vrstu aktivnosti.